# Image de classification
L'image de classification est une méthode de psychophysique visant à identifier les caractéristiques d'un stimulus qui influencent la perception de l'observateur. 
Le principe est de déterminer les facteurs qui gouvernent le comportement de l’observateur dans une tâche de catégorisation à choix forcé, au moyen d'un modèle statistique. L'image de classification peut être considérée comme une estimation de la représentation mentale qu'utilise le sujet pour identifier un stimulus. 
Depuis que John Ahumada l'a proposée en 1971 pour l'étude de la détection de tons dans le bruit, elle a eu de nombreuses applications et donné lieu à de nouveaux développements théoriques, essentiellement dans le domaine de la perception visuelle, comme pour l'acuité de Vernier ou la perception du motif de Kanizsa,.

## Estimation
Une expérience d'image de classification typique comporte une série d'essais correspondant chacun à la présentation d'un stimulus visuel ou auditif. Ces stimuli sont composés d'un signal-cible aléatoirement choisi parmi deux possibles, T0 et T1, masqué par un bruit. La tâche demandée au participant consiste à indiquer, après chaque essai, lequel des deux signaux-cible il a perçu : c'est une tâche de catégorisation. Dans certaines expériences, le signal-cible T1 est vide. L'expérience se ramène à une tâche de détection du signal T0 dans l'environnement bruyant. 
Plusieurs modèles statistiques ont été proposés pour estimer une Image de Classification, mais tous reposent sur le même principe : trouver une corrélation entre les caractéristiques du stimulus à chaque essai et la réponse correspondante de l'observateur. 
La méthode d'estimation la plus simple et la plus communément utilisée est appelée corrélation inverse (reversed correlation). Elle consiste à calculer la corrélation entre le bruit et la réponse du participant. En pratique, ceci revient à prendre la moyenne des bruits correspondant aux essais ayant donné lieu à des réponses négatives du participant et à lui soustraire la moyenne des bruits correspondant aux essais ayant donné lieu à des réponses positives. L'Image de Classification ainsi obtenue (matrice de corrélation) permet de visualiser comment la présence de bruit en chaque point de l’image interfère avec la décision de l’observateur (c’est-à-dire quelles configurations du bruit influencent l’observateur en faveur d’une réponse particulière, T0 ou T1).
L'image de classification permet de visualiser la représentation mentale d'un objet, c'est-à-dire le "prototype" stocké en mémoire qui est utilisé par l'observateur pour reconnaître cet objet. 

## Exemple de l'étude des contours illusoires

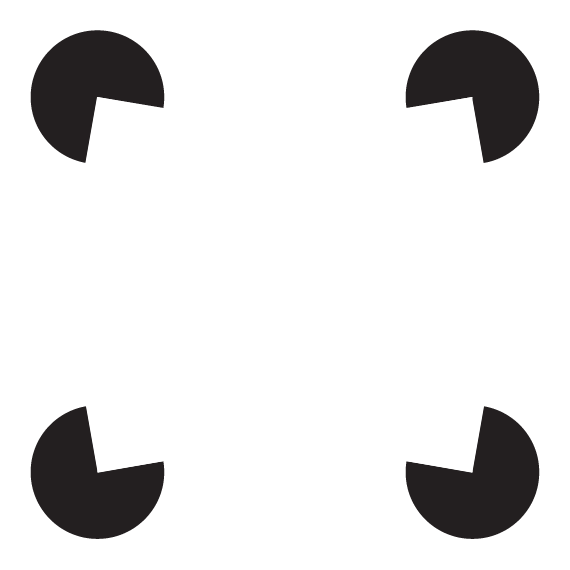
Carré de Kanizsa bombé

Un exemple typique de l'utilisation de la méthode de l'image de classification est l'étude des contours illusoires. L'étude de Gold et alii se base sur des carrés de Kanizsa. La question posée est de savoir quelle est la représentation de ce type d'objets par le cerveau.
Les expérimentateurs présentèrent aux participants des carrés de Kanizsa, soit légèrement bombés (T0) soit légèrement incurvés (T1), dans un bruit blanc gaussien visuel. Les participants devaient à chaque essai identifier la forme masquée par le bruit.
À la fin de l'expérience, les chercheurs calculent l'image de classification par la corrélation des bruits avec les réponses du sujet. Les bords du carré, inexistants sur la figure, apparaissent sur l'image de classification. Ceci indique que le participant utilise le contour illusoire pour reconnaître le carré de Kanizsa.